# Альфонсо I (граф Пуатьє)
Альфонс де Пуатьє (фр. Alphonse de Poitiers; 11 листопада 1220, Пуассі — 21 серпня 1271) — граф Пуатевінський у 1241—1271 роках (як Альфонс I), граф Тулузький у 1249—1271 роках (як Альфонс III).

## Життєпис

### Граф Пуатьє
Походив з династії Капетингів. Був третім сином Людовика VIII, короля Франції, та Бланки Кастильської. Згідно з Паризьким договором 1229 року між Раймундом VII, графом Тулузи, та Людовиком IX, королем Франції, Альфонс був заручений зі спадкоємицею графа Тулузького, Жанною. У 1241 році відбулося їх весілля.
24 червня 1241 року Альфонса в Сомюрі було посвячено на лицаря і, згідно із заповітом батька, надано апанаж — графства Пуату, Сентонж і частина Оверні. Цей акт був оскаржений англійським королем Генріхом III, оскільки частина зазначених територій раніше належали Англії. Проти Альфонса і його брата, короля Людовика IX, виступили об'єднані сили Генріха III, графа Гуго Х Лузиньяна і тестя Альфонса, графа Раймунда VII Тулузького, яких підтримали деякі барони Пуатьє. У вирішальній битві  при Тайбурі в червні 1242 року розбили цю коаліцію. Король Генріх III втік до Гасконі, а Гуго Лузиньян і граф Раймунд підкорилися Людовику IX у 1243 році.
1244 року разом з дружиною перебирається до Тулузи. Звідси Альфонс де Пуатьє надавав допомогу домініканцям у переслідуванні катарів.

### Сьомий хрестовий похід
У 1249 році разом з братом — королем Франції вирішив рушити у хрестовий похід. В цей час в Марселі помер його тесть, що надало Альфонсу з Жанною права на графство Тулузьке.
Прибувши в жовтні 1249 року в Дамьєтту, Альфонс разом з усією іншою частиною французького війська рушив до Каїру, проте перед Ель-Мансурою хрестоносці були затримані. У кровопролитних сутичках з мамелюками тут загинув брат Альфонса, Роберт I Артуа. У вирішальній битві перед містом 11 лютого 1250 року Альфонс де Пуатье керував правим флангом хрестоносців. Незважаючи на перемогу в цьому важкому бою, в квітні 1250 року хрестоносці були змушені зняти облогу з Мансури і відступати до узбережжя. На зворотному шляху до Дамьєтти Альфонс і його брат король Людовик IX потрапили в полон до мамлюків.

### В уряді Франції
Звільнившись з полону Альфонс, разом з молодшим братом Карлом Анжуйським та дружиною Жанною, перебирається до Лангедоку, де у 1251 році урочисто вступає до Тулузи. Невдовзі після цього разом з дружиною перебирається до Парижу, де допомагає матері правити країною, поки Людовик IX залишався в Святій землі.
У 1252 році Бланка Кастильська вмирає, і регентами стають Альфонс де Пуатьє і Карл Анжу. 1259 року Альфонс де Пуатьє відіграв провідну роль в укладанні Паризького договору 1259 року, згідно з яким Генріх III, король Англії, відмовлявся від своїх прав на Нормандію, Мен, Анжу і Пуатьє, а також визнавав передачу графства Тулузького на випадок смерті Альфонса без спадкоємця.. У свою чергу, Франція передавала Англії Сентонж.

### Граф Тулузи
Водночас фактично перебрав владу у Тулузькому графстві, його дружина відсторонилася від керування своїми спадковими володіннями. Альфонс намагався організувати в графстві систему управління за північнофранцузьким зразком, розділивши його на сенешальства і намагаючись уніфікувати міське право. Незважаючи на свій деспотичний характер і постійний брак коштів, Альфонс захищав містян від утисків феодальних сеньйорів.
Заходи, що проводилися Альфонсом в Лангедоці і Провансі, підготували приєднання цих територій до королівського домену. При цьому усіляко підтримував дромініканців-інквізиторів. Продовжив переслідування катарів.

### Управління апанажем
Підтримував діяльність інквізиції і в 1249 році організував в Пуатьє перше в історії графства гоніння на євреїв. Надав для місто Ріом хартію відому як «Альфонсіна», що стала кодексом публічного права для Оверні.
При цьому сприяв торгівлі в Пуатьє, наказавши обладнати порти у містах Ніор та Ла-Рошель. Для зміцнення кордонів апанажів за наказом Альфонса де Пуатьє у 1255 році споруджено фортецю Сент-Фой-ла-Гранде.

### Восьмий хрестовий похід
1267 року став одним з організаторів Восьмого хрестового походу. У 1270 році Альфонс разом зі своєю дружиною брав участь у хрестовому поході до Тунісу, організованому Людовіком IX, під час якого король вмирає. Альфонс вмирає на зворотному шляху, в Італії — 21 серпня в замку Корнето поблизу міста Сієна. Через кілька днів помирає і його дружина, Жанна. Альфонса де Пуатьє було поховано в абатстві Сен-Дені.